# Der Vierer
Der Vierer, Untertitel Was soll schon schiefgehen?, ist ein deutsch-österreichischer Spielfilm aus dem Jahr 2024 von Regisseur Iván Sáinz-Pardo. Das Drehbuch von Florian David Fitz, Torben Struck und Iván Sáinz-Pardo zu der Filmkomödie basiert auf dem 2019 veröffentlichten spanischen Film Amor En Polvo (wörtlich übersetzt „Liebespulver“) von Suso Imbernón. Die Hauptrollen übernahmen Julia Koschitz, Florian David Fitz, Friedrich Mücke und Lucía Barrado.

## Handlung
Sophie ist eine Karrierefrau, die sich in ihrer Beziehung mit Paul langweilt. Die beiden sind sich einig, dass sich etwas ändern muss. Sie beschließen daher ein Vierer-Treffen mit Mia und Lukas, um neuen Schwung in ihre Beziehung zu bringen.
Während Mia und Lukas bereits in der Bar warten, bereiten sich Sophie und Paul noch zu Hause auf das Treffen vor. Dabei müssen sie feststellen, dass sie unterschiedliche Vorstellungen bezüglich des Abends, aber auch hinsichtlich ihrer gemeinsamen Beziehung haben und müssen sich fragen, ob diese noch eine Zukunft hat.

## Produktion und Hintergrund
Die Dreharbeiten fanden im Herbst 2023  unter dem Arbeitstitel Gemischtes Doppel in Wien statt.
Produziert wurde der Film von der Münchner Wiedemann & Berg Filmproduktion (Produzenten Max Wiedemann und Quirin Berg) und der Münchner Neos Film (Produzenten Torben Struck und Christoph Menardi) in Koproduktion mit der österreichischen Epo-Film (Koproduzenten Dieter Pochlatko und Jakob Pochlatko), als Executive Producer fungierte Steffi Ackermann. Den Erstverleih übernahm die Leonine Distribution, in Österreich übernahm die Constantin Film den Verleih.
Unterstützt wurde die Produktion vom Deutschen Filmförderfonds, der Filmförderungsanstalt und dem  Österreichischen Filminstitut.
Die Kamera führte Torsten Lippstock, die Musik schrieb Philipp Fabian Kölmel, die Montage verantwortete Ana de Mier y Ortuno. Den Ton gestaltete Dietmar Zuson, das Kostümbild Veronika Albert und das Szenenbild Verena Wagner. Als Green Consultant fungierte Marion Elisabeth Rossmann und als Intimitätskoordinatorin Katharina Haudum. Die Kostüme stammten von Lambert Hofer.

## Veröffentlichung
Premiere war am 14. November 2024 im Berliner Zoo Palast.
Der deutsche und österreichische Kinostart erfolgte am 28. November 2024. Auf Blu-ray Disc soll der Film am 11. April 2025 erscheinen.

## Rezeption
Die Deutsche Film- und Medienbewertung (FBW) vergab das Prädikat wertvoll.
Oliver Armknecht bewertete die Produktion auf film-rezensionen.de mit fünf von zehn Punkten. Trotz eines vielversprechenden Szenarios und eines gut aufgelegten Ensembles komme die Geschichte nie in Schwung, weil sowohl die obligatorischen Geheimnisse wie auch die Witze recht müde seien.
Barbara Schweizerhof vergab auf epd-film.de drei von fünf Sternen. Die Schauspieler seien wunderbar, die Dialoge flott, das Setting gerade noch glaubwürdig und nachvollziehbar. Und trotzdem erreiche der Film nicht ganz die Wirkung, die er vermeintlich anstrebe, nämlich eine jener überdrehten, rasanten Komödien zu sein, die bei alledem genug Bodenhaftung haben, um nachhaltig zu berühren.
Peter Osteried (vier von fünf Sternen) befand auf cineman.ch, dass der Film trotz offenkundiger Schwächen vergnüglich sei und mit seinem Witz für mehrheitlich kurzweilige Unterhaltung sorge. Die Dialoge seien spritzig, die Darsteller durch die Bank gut aufgelegt. Wer Filme wie Das perfekte Geheimnis mag, sei hier gut aufgehoben.